# Strass im Zillertal
Strass im Zillertal – gmina w Austrii, w kraju związkowym Tyrol, w powiecie Schwaz. Według Austriackiego Urzędu Statystycznego liczyła 825 mieszkańców (1 stycznia 2015).

## Współpraca
Miejscowość partnerska:
- Ebern, Niemcy